# Derwent Reservoir
Derwent Reservoir är en reservoar i Storbritannien.   Den ligger i riksdelen England, i den centrala delen av landet, 240 km nordväst om huvudstaden London. Derwent Reservoir ligger 249 meter över havet. Arean är 71 kvadratkilometer.  Trakten runt Derwent Reservoir består i huvudsak av gräsmarker.